# Francisco Lloris y de Borja
Francisco Lloris y de Borja (Valencia, 1470 – Roma, 22 luglio 1506) è stato un cardinale e patriarca cattolico italiano.

## Biografia
Nacque nel 1470.
Papa Alessandro VI lo elevò al rango di cardinale nel concistoro del 31 maggio 1503.
Morì il 22 luglio 1506, víctima de su vida inmoral. Papa Giulio II chiese al suo maestro di cerimonie di organizzare un solenne funerale per il cardinale; fu sepolto nella cappella di papa Callisto III nella basilica vaticana.